# Jakovljev Jak-18
Jakovljev Jak-18 (rusko Як-18,  NATO oznaka Max) je bilo sovjetsko propelersko dvosedežno šolsko vojaško letalo. V uporabo je vstopil leta 1946. Proizvajali so ga tudi licenčno na Kitajskem kot Nanchang CJ-5. Sprva ga je poganjal 160 konjski 5-valjni bencinski zvezdasti motor Švecov M-11FR-1, na kasnješih verzijah pa 300 konjski Ivčenko AI-14RF. Verzija s slednjim motorjem je imela tudi uvlačljivo pristajalno podvozje.
Aleksander Sergejevič Jakovljev je z načrtovanjem začel maja 1945. Namen je bil zgraditi naslednika UT-2 in Jaka-5.
Na Jaku-18 se je šolal tudi astronavt Juri Gagarin.

## Specifikacije (Jak-18A)
Splošne karakteristike
- Posadka: 2: pilot in inštruktor
- Dolžina: 8,35 m (27 ft 5 in)
- Razpon kril: 10,60 m (34 ft 9 in)
- Višina: 3,35 m (11 ft 0 in)
- Površina kril: 17,8 m² (191 ft²)
- Teža praznega letala: 1025 kg (2255 lb)
- Naložena teža: kg (lb)
- Maks. vzletna teža: 1320 kg (2904 lb)
- Pogon letala: 1 ×  Ivčenko AI-14RF zvezdasti motor, 224 kW (300 KM)

 Zmogljivost 
- Maks. hitrost: 300 km/h (187 mph)
- Doseg: 700 km (436 milj)
- Višina leta: 5060 m (16596 ft)
- Hitrost vzpenjanja: m/s (ft/min)
- Obremenitev kril: kg/m² (lb/ft²)
- Razmerje moč/teža: kW/kg (hp/lb)